# Теодора (име)
Теодора је женско име грчког порекла и значи божји дар (θέος теос - бог и δώρον дорон - дар)
Парњак је мушког имена Теодор. Сродна имена су Доротеја, Дора и Дорина.

## Имендан у Мађарској
- 28. април.
- 2. септембар.

## Облици имена
- Теодора
- Теодора (мађ. Teodóra)

## Познате личности
- Теодора I (500–548), супруга Јустинијана I и византијска царица
- Теодора II (810. око – 867), супруга цара Теофила и византијска царица
- Теодора II. 985-1056, краљица (владала: 1055/56)